# لوتسیه بیلا
لوتسیه بیلا (چکی: Lucie Bílá؛ زادهٔ ۷ آوریل ۱۹۶۶) خوانندهٔ پاپ اهل کشور جمهوری چک است. وی از سال ۱۹۸۵ میلادی تاکنون مشغول فعالیت بوده‌است. او تاکنون ۱۳ بار برندهٔ جایزه موسیقی کشور چک به نام Český slavík شده‌است.